# بریه (الجزایر)
بریه (به عربی: البریة) یک شهرداری در الجزایر است که در ناحیه وادی تلیلات واقع شده‌است. بریه ۳٬۸۷۹ نفر جمعیت دارد.